# Lexus

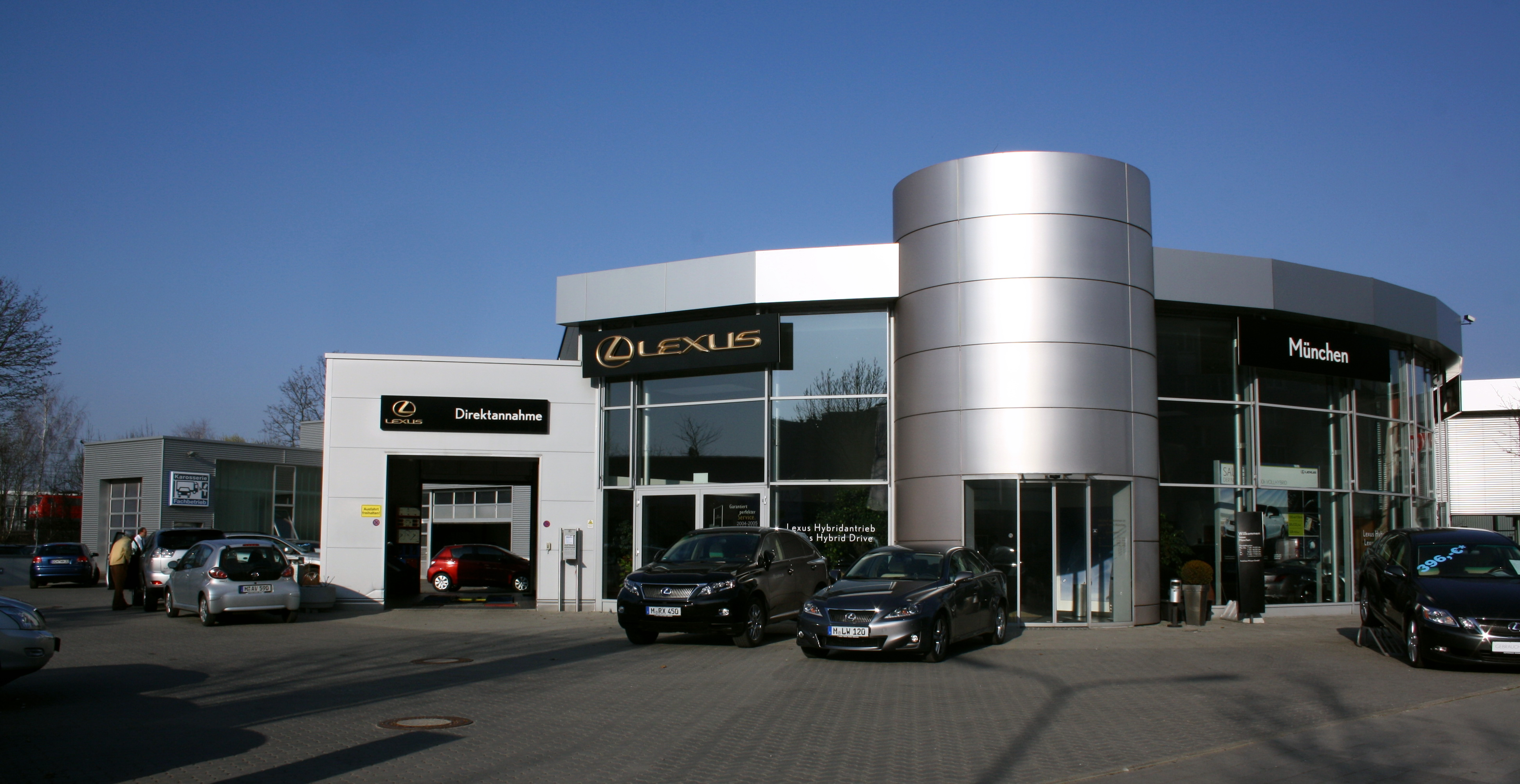
Verkaufsniederlassung von Lexus in München

Lexus ist eine Automobilmarke der japanischen Toyota Motor Corporation, die im Herbst 1989 in den Vereinigten Staaten und Anfang 1990 in Europa eingeführt wurde.
Unter diesem Markennamen vertreibt Toyota weltweit Fahrzeuge im Premium-Segment.  Innerhalb des Mutterunternehmens begannen die Vorbereitungen etwa 1983 noch unter Toyoda Eiji. In Europa werden (Stand 04/2024) zehn Modellreihen (ES, LS, LBX, NX, RX, RZ, UX, LM, RC und LC) vertrieben, die von der Kompaktklasse bis zur Oberklasse reichen. Seit 2006 werden die in Japan bisher als Toyota vertriebenen Fahrzeuge der Oberklasse auch dort unter der Marke Lexus vermarktet, oberhalb der Marke Lexus hat der Mutterkonzern mit dem Toyota Century jedoch weiterhin ein Staatskarosse im Programm.
Lexus-Automobile werden in eigenen Werken in der japanischen Kleinstadt Tahara gefertigt, die Hybridmodelle laufen im Werk Toyota Motor Kyushu in Kokura, einem Stadtteil von Kitakyūshū vom Band. Lediglich das Kontingent des Geländewagens RX330/350 für den amerikanischen Markt wird im kanadischen Cambridge produziert.

## Aktuelle Modelle
Bei allen Modellen gilt, dass der Hubraum gelegentlich mit der dreistelligen Zahl hinten an der Modellbezeichnung angedeutet wird. So ist beispielsweise ein IS 350 mit einem 3,5-Liter-Motor ausgestattet. Bei Hybridmodellen (zusätzlich durch ein h am Ende gekennzeichnet) wird angegeben, welcher Hubraum für die entsprechende Leistung als reiner Benzinmotor erforderlich wäre. Die (wenigen) Diesel im Sortiment tragen am Ende ein d.

### Kompaktklasse

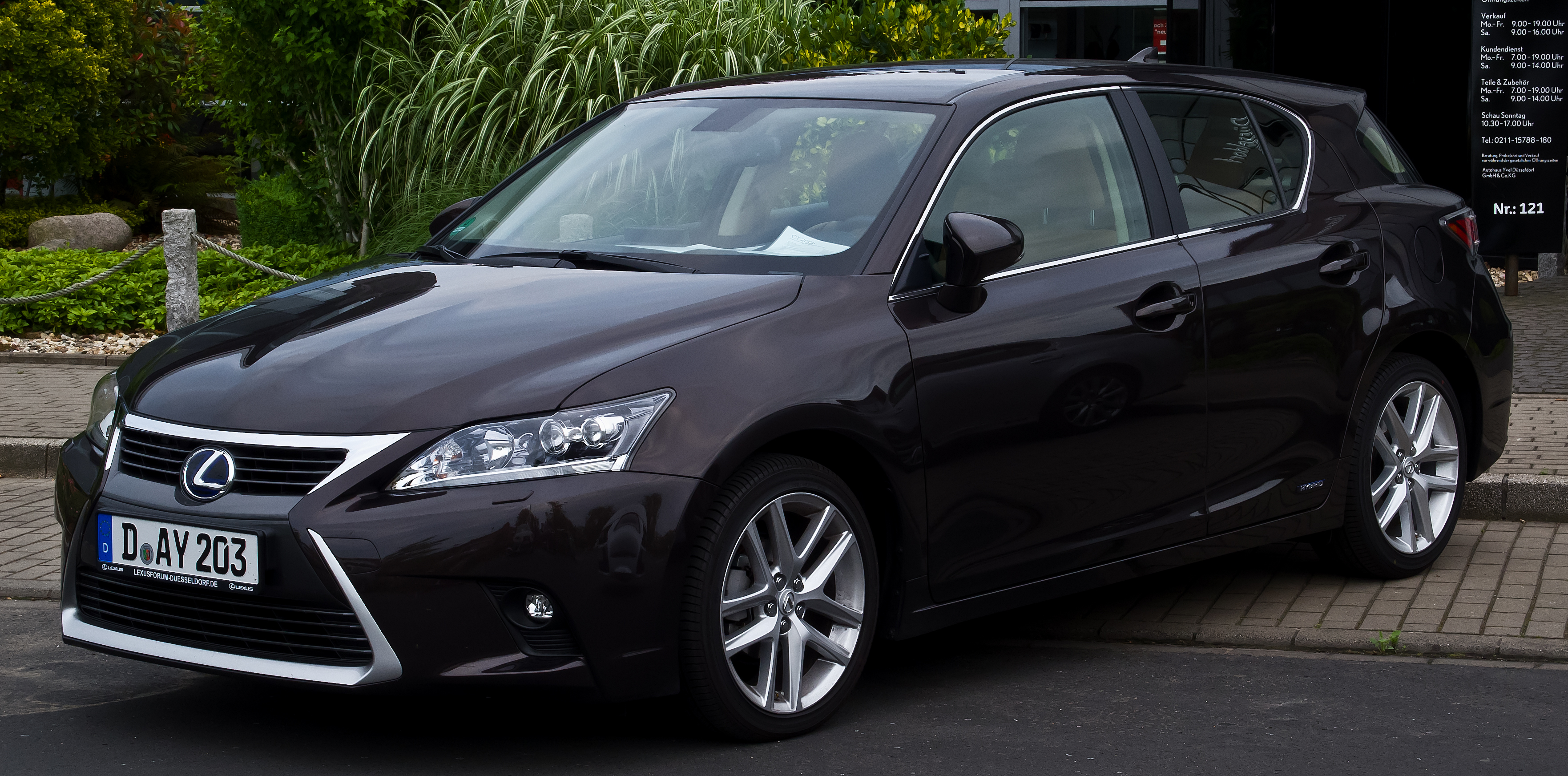
Lexus CT (2011–2022)

Der Lexus CT 200h mit 1,8 Litern Hubraum wurde 2010 auf dem Genfer Autosalon vorgestellt. Er erweiterte die Fahrzeugpalette von Lexus nach unten in das Kompaktwagensegment. Der CT wurde Anfang 2011 gleichzeitig in Europa, Japan und den USA eingeführt; in dem Jahr war er in Deutschland das erfolgreichste Modell von Lexus. 2020 wurde der CT auf dem europäischen Markt eingestellt. Nach Angaben von Toyota wurden dort bis Ende September 2020 über 97.600 CT verkauft.

### Mittelklasse

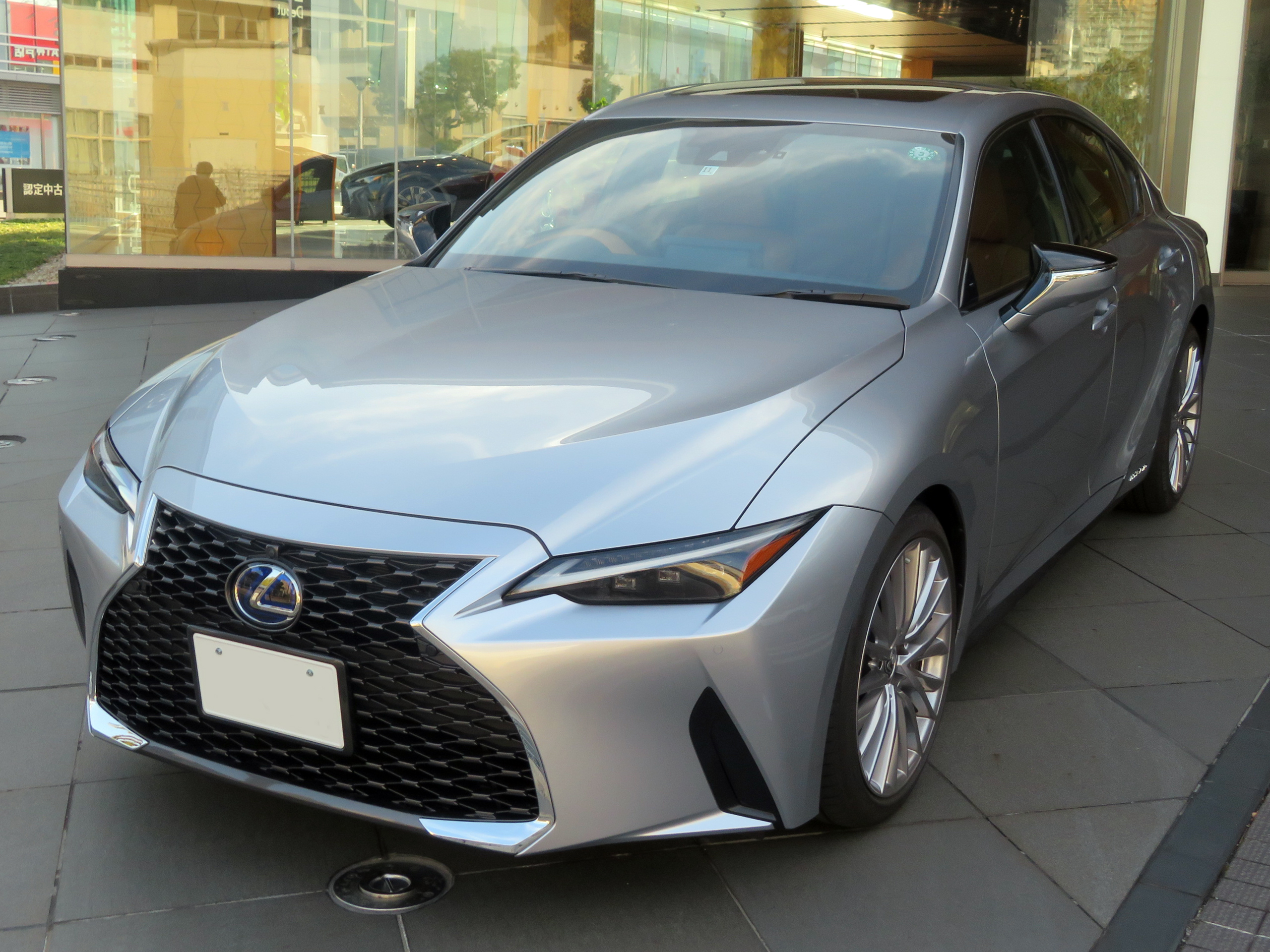
Lexus IS 300h (seit 2020)

Die Mittelklasse wurde in den USA zwischenzeitlich mit zwei Modellen bedient – HS, und IS – wogegen in Europa bisher ausschließlich der IS angeboten wird.
Die 2020 vorgestellte vierte Generation des Lexus IS wird nicht mehr weltweit angeboten, so auch in Europa.
Auf Basis des IS der zweiten Generation gab es zudem die Sportversion IS-F mit 5 Litern Hubraum und ein Cabrio mit zwei Motorisierungen – IS 250C und in Nordamerika auch IS 350C. Ebenfalls auf Basis des IS gibt es noch ein Coupe namens RC, das auch in der Sportvariante RC-F erhältlich ist. Dieses sportliche Modell hat einen V8-Saugmotor, der 351 kW (477 PS) leistet.
Als zweites Mittelklasse-Modell gab es den Lexus HS, konkret den HS 250h mit einem 2,4-Liter-Motor. Dieses ausschließlich als Hybrid angebotene Modell wurde in Japan zusätzlich als Toyota SAI verkauft.

### Obere Mittelklasse

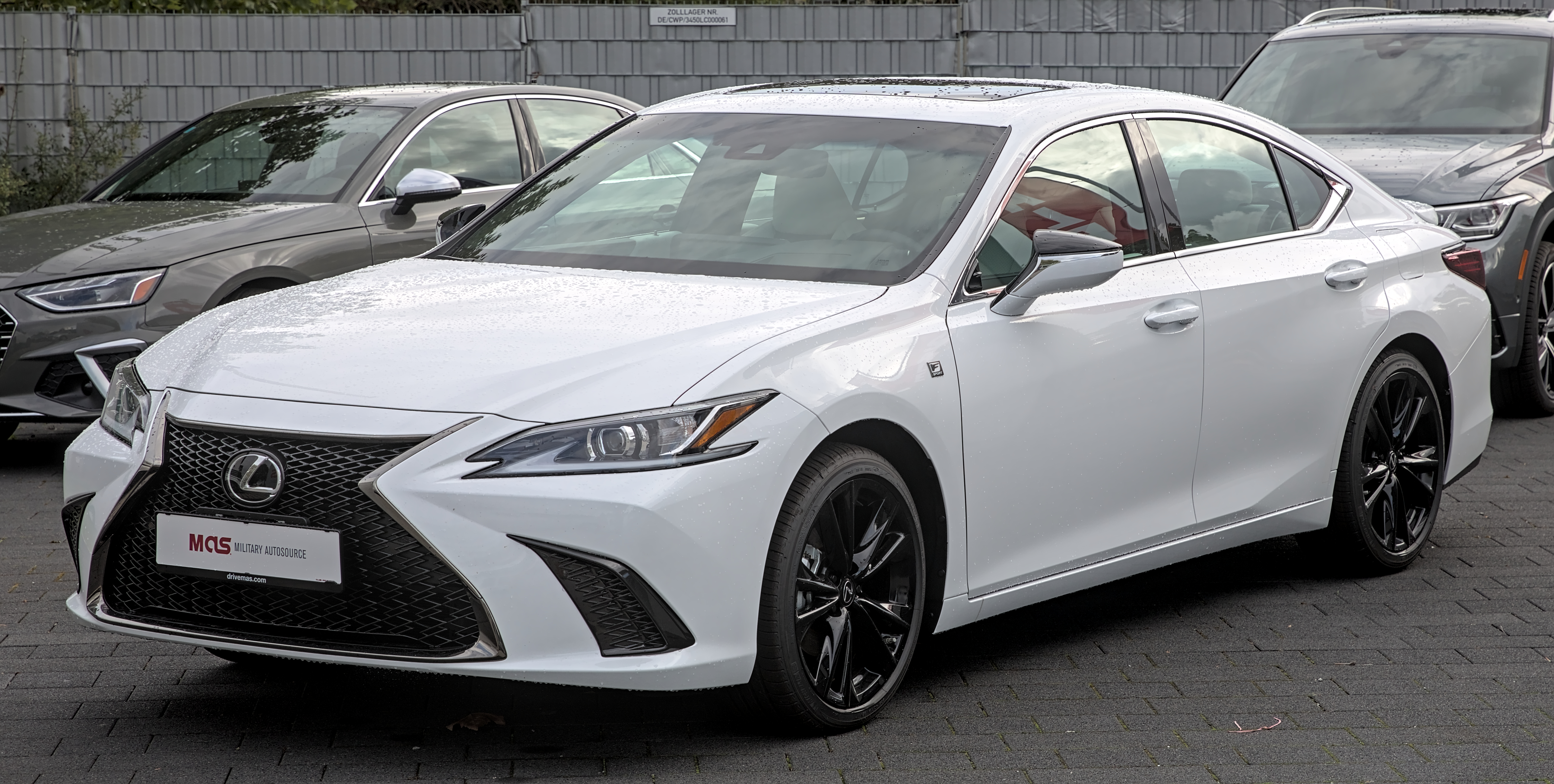
Lexus ES 350 (seit 2019)

Das Lexus-Modell der oberen Mittelklasse war bis 2019 die vierte Generation des Lexus GS, den es in Nordamerika als GS 250, GS 350 und GS 450h (mit 3,5-Liter-Motor) gab. In Deutschland wurden die Modelle GS 250, GS 300h, GS 450h und GS F angeboten. In Nordamerika macht die Hybrid-Version etwa 50 Prozent der GS-Verkäufe aus.
2019 kam auch in Europa der Lexus ES auf den Markt. Dort ist nur der ES 300h erhältlich.

### Oberklasse

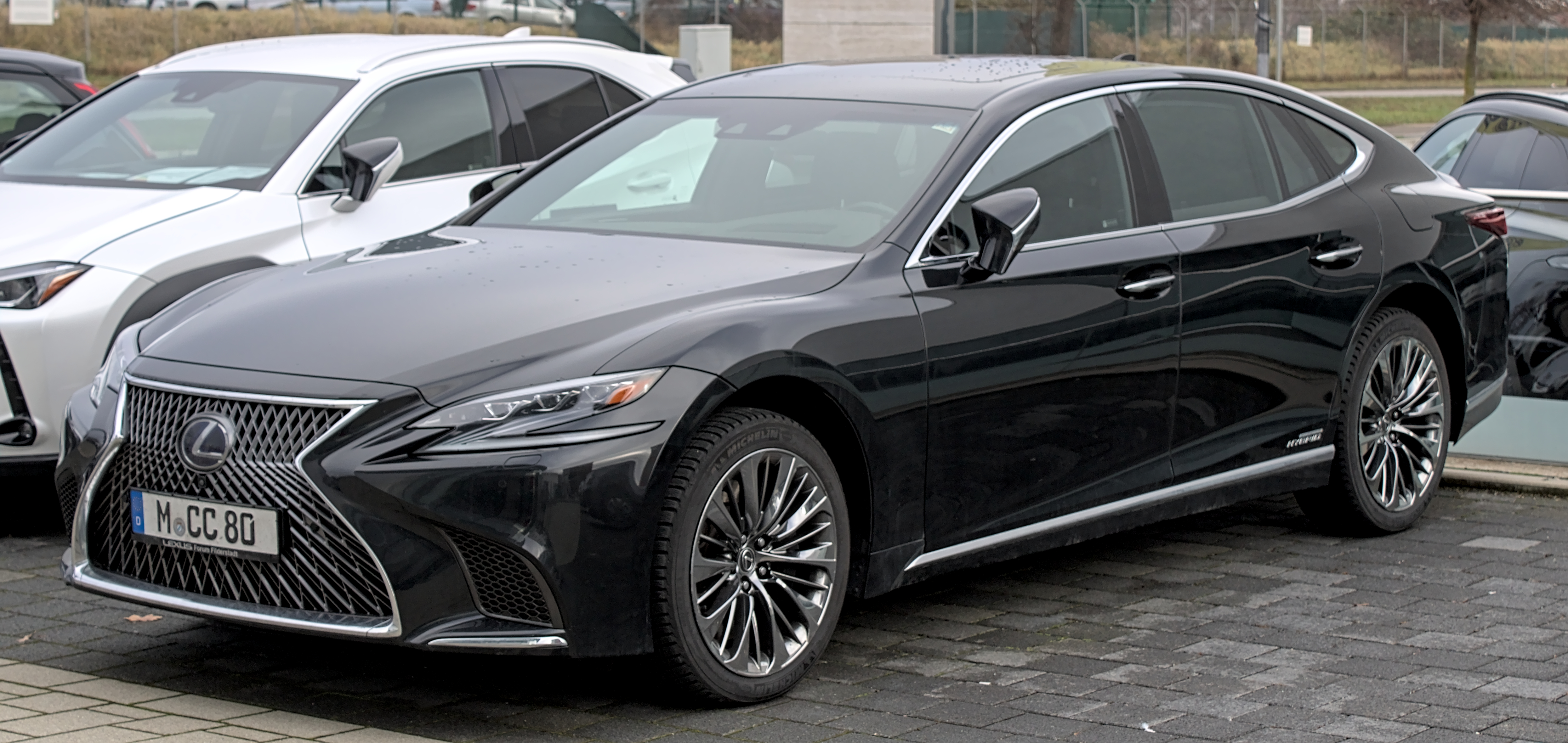
Lexus LS (seit 2018)

Der Lexus LS bildet seit Herbst 1989 das Flaggschiff von Lexus und Innovationsträger für neue Automobiltechnologien im Bereich Antrieb, Sicherheit und Komfort. Die aktuelle LS-Generation verfügte als weltweit erster PKW über ein Zehnstufengetriebe. Eine der wegbereitenden Sicherheitstechnologien ist das Advanced Pre-Crash-Sicherheitssystem, das es ermöglicht, Personen und andere Lebewesen auf der Fahrbahn zu erkennen.
Die seit 2018 angebotenen und aktuellen Modelle sind der LS 500 und der LS 500h; außerhalb Europas steht auch noch der LS 350 zur Auswahl. Bis 2018 wurden weltweit insgesamt über 800.000 LS verkauft, davon fünf Prozent in Europa.

### SUV

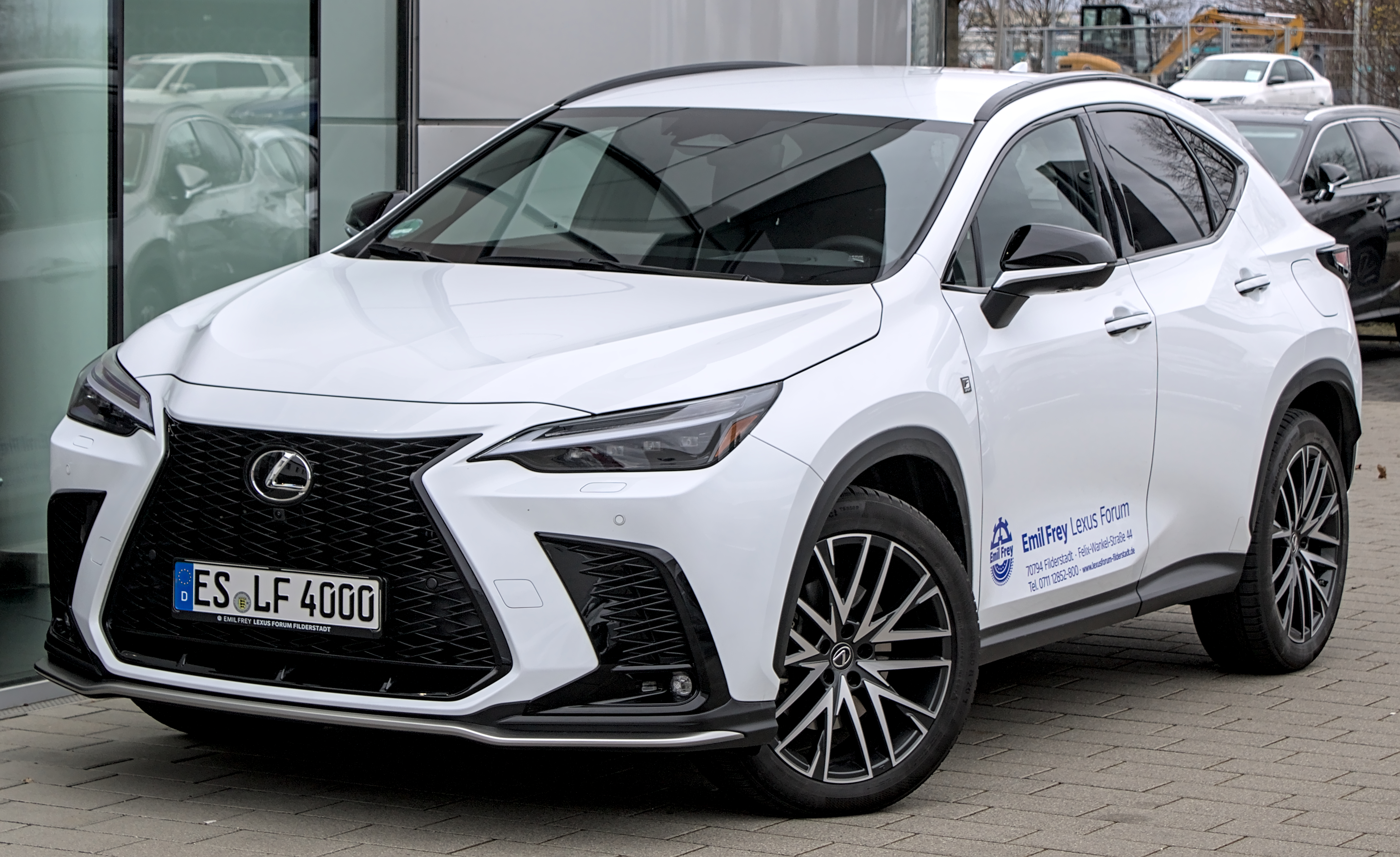
Lexus NX (seit 2021)

Lexus hat insgesamt fünf SUVs im Angebot, wovon nur drei in Deutschland erhältlich sind. In Europa bildeten die SUV-Modelle 2020 den Hauptanteil der Zulassungen.
Den Lexus RX gibt es derzeit als RX 350 und als RX 450h (mit 3,5-Liter-Motor). Der Wagen ist der einzige Lexus, der bereits in zweiter Generation als Hybrid angeboten wird – die erste Generation hieß noch RX 400h – und war das erste Hybridfahrzeug der Marke überhaupt. Bis zur fünften Generation Ende 2022 wurden weltweit 3,5 Millionen, in Europa 300.000 RX verkauft.
Seit 2014 wird der Lexus NX in Europa und den USA angeboten. Dieser fällt durch seine aggressive Linienführung auf und ist der erste Kompakt-SUV von Lexus. Er wurde in Europa zum meistverkauften Lexus-Modell.
Darüber hinaus gibt es noch den etwas größeren Lexus GX. Das Fahrzeug basiert auf dem kleineren der beiden Toyota Land Cruiser. Des Weiteren wird der Lexus LX angeboten. Dieser basiert auf dem größeren Land Cruiser.
Der Lexus UX ist ein kompakter Crossover und kam im Frühling 2019 in den Handel und ist als UX 200t, als UX 250h und als UX  300e erhältlich.
Der ausschließlich elektrisch angetriebene Lexus RZ auf Basis des Toyota bZ4X wurde erstmals im Dezember 2021 gezeigt.
Auf Basis des Toyota Yaris Cross präsentierte Lexus im Juni 2023 den Lexus LBX. Ähnlich zum Toyota Grand Highlander ist der Lexus TX, der im gleichen Monat debütierte.

### Sportwagen

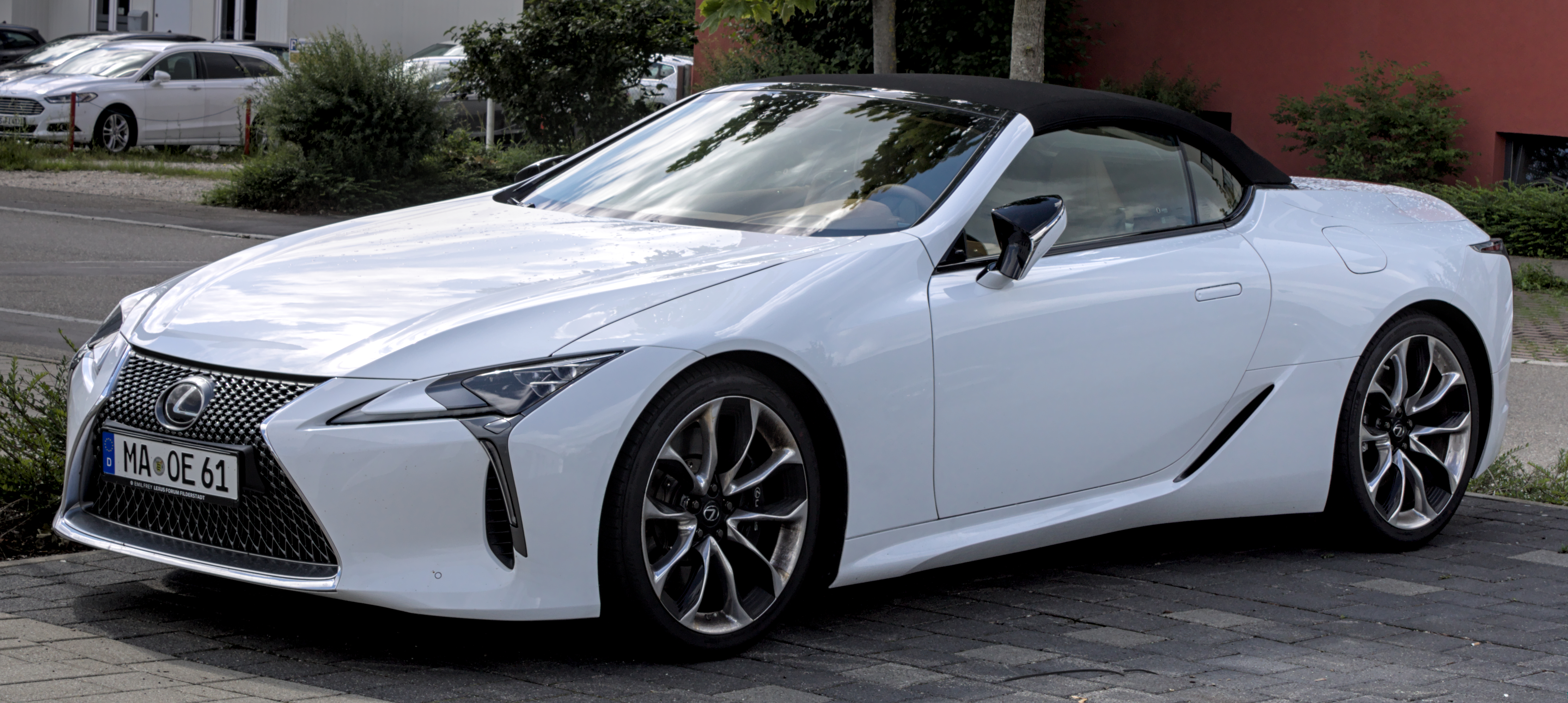
Lexus LC Cabriolet (seit 2020)

Der Sportwagen Lexus SC erschien erstmals 1991 und war als Klappdach-Cabriolet SC 430 von Sommer 2001 bis Ende 2010 auch in Deutschland erhältlich. Von Ende 2010 bis Ende 2012 war zudem der auf 500 Fahrzeuge limitierte Sportwagen Lexus LFA im Angebot. Das Sport-Coupé RC-F wurde 2014 eingeführt.
Der Lexus LC wird seit 2018 als Coupé und seit 2020 als Cabriolet gebaut.

### Van

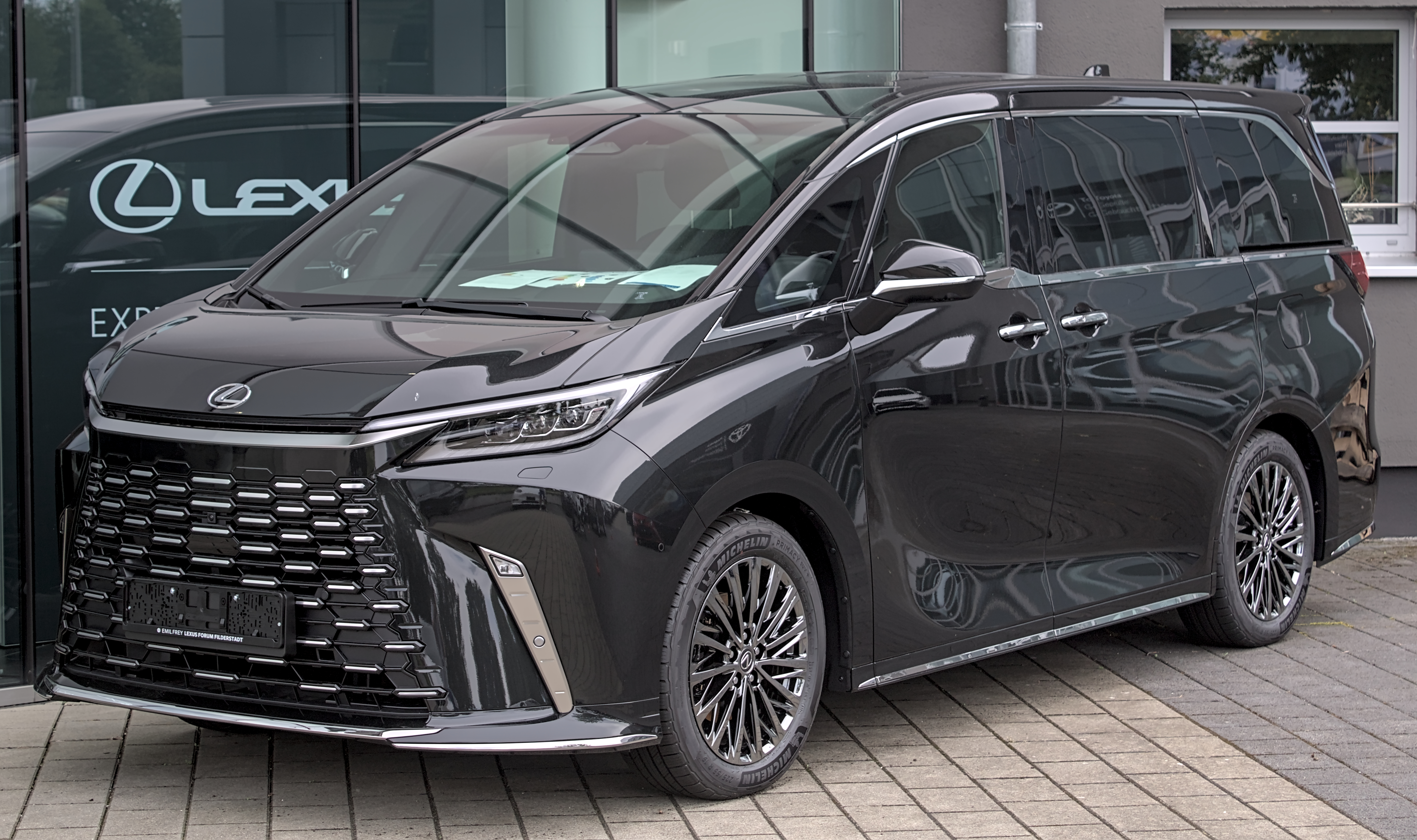
Lexus LM (seit 2023)

Auf der Shanghai Auto Show im April 2019 wurde mit dem Lexus LM der erste Van des Herstellers präsentiert. Das Fahrzeug basiert auf der dritten Generation des Toyota Alphard. Die zweite Generation debütierte vier Jahre später.

## Technik und Design

### Hybridantriebe
Lexus war der erste Hersteller im Premiumsegment, der Modelle mit Hybridantrieb anbot. Den Trend zu verbrauchs- und emissionsärmeren Fahrzeugen im Premiumsegment setzte Lexus im Jahr 2005 mit der Einführung des Hybridmodelles RX 400h. Im nächsten Jahr wurde das Hybridsystem Lexus Hybrid Drive auch im GS 450h angeboten. 2007 folgte der LS 600h. Lexus Hybrid Drive ist ein System, das als Vollhybrid bekannt ist und in der Kombination von Benzin- und Elektromotor, aber auch durch nur einen dieser Motoren angetrieben werden kann. Dies unterscheidet das System von sogenannten milden Hybriden, bei denen der Elektromotor lediglich fahrunterstützend wirkt. Ab 2009 gab es ausschließlich in Japan und den USA zudem den HS 250h mit diesem Konzept.
Auf der IAA in Frankfurt präsentierte Lexus im September 2009 mit der Vollhybrid-Studie LF-Ch concept ein mögliches erstes Premium-Kompaktmodell der Marke. Die Serienversion wurde CT 200h genannt und ist das fünfte Hybrid-Modell von Lexus.
Im Sommer 2019 betrug der Hybridanteil bei Lexus in Europa 62 Prozent, in Westeuropa 99 Prozent.

### Design

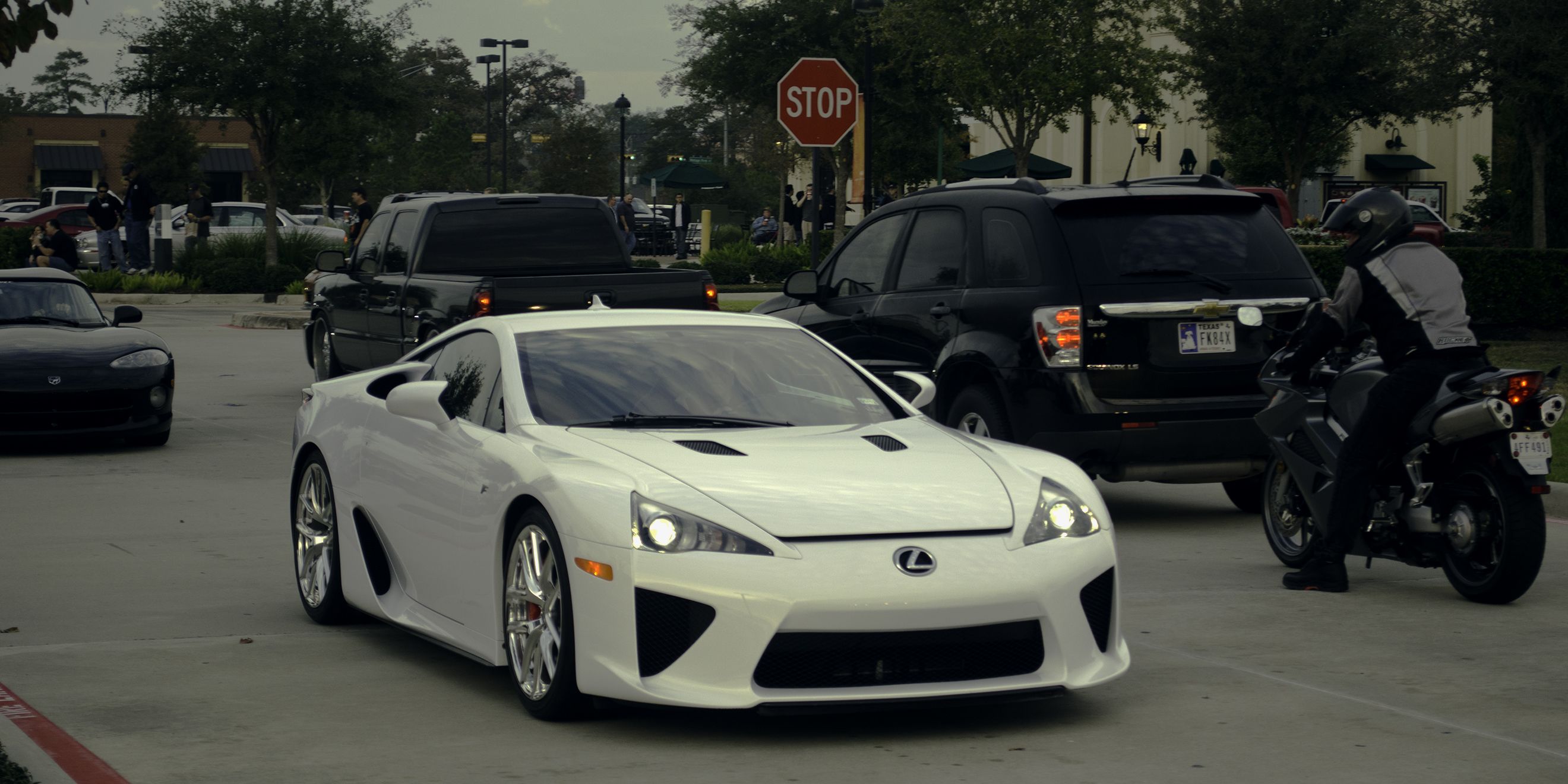
Lexus LFA, 2010–2012, zeigt L-Finesse-Design

Etwa seit 2005 gibt es die Designsprache L-Finesse, wobei das L laut Lexus für „Leading-edge“ steht. 2012 wurde der sogenannte Diabolo-Grill eingeführt. Er wurde beim RX 2022 modifiziert,
beim im Juni 2023 vorgestellten vergleichsweise kleinen LBX wurde er schlanker gestaltet.

## Verkäufe weltweit
Die US-Verkäufe machten 2014 etwa 53 Prozent aller Verkäufe aus, 2019 und 2020 waren es noch etwa 38 Prozent (siehe Tabelle); der Marktanteil dort beträgt seit 2006 etwa 1,9 Prozent. 2020 wurden damit in USA etwas mehr Lexus als Mercedes verkauft.
Nach Angaben von Toyota wurden in Europa bislang bis Oktober 2020 eine Million Lexus verkauft. Besonders schwer tut sich die Marke bislang in Deutschland am Markt; im Jahr 2020 wurden 3.530 Lexus in Deutschland neu zugelassen; im selben Jahr wurden in Deutschland fast 7.000 Jaguar-Fahrzeuge, 2.860 7er-BMW, über 3.800 Mercedes-Benz S-Klasse und über 77.000 Toyotas zugelassen. 2021 waren es in Deutschland 3.116 Lexus. 2022 wurden 2.746 Lexus in Deutschland neu zugelassen.
| Einheiten         | 1991       | 2000    | 2004    | 2014    | 2015    | 2016    | 2017       | 2018    | 2019    | 2020    | 2021        | 2022    | 2023    |
| ----------------- | ---------- | ------- | ------- | ------- | ------- | ------- | ---------- | ------- | ------- | ------- | ----------- | ------- | ------- |
| Japan             | –          | –       | –       | 46.750  |         |         |            |         |         |         | ca. 51.000  |         |         |
| Europa            |            |         | 20.154  | 52.590  |         |         | ca. 75.000 |         |         |         | über 72.000 |         |         |
| Nordamerika (USA) | ca. 71.000 | 206.037 | 287.927 | 309.701 | 344.601 | 331.228 | 305.229    | 298.302 | 298.114 | 275.040 | ca. 332.000 |         | 282.472 |
| China             | –          |         |         | 75.960  |         |         |            |         |         |         | 227.000     |         |         |
| Total             |            |         |         | 584.000 | 652.451 | 677.615 | 637.899    | 701.078 | 765.330 | 718.715 | 760.012     | 625.356 | 824.258 |

2019 hatte Lexus weltweit zehn Millionen Fahrzeuge verkauft.